# Regla de la pieza tocada, pieza movida
En el ajedrez, la regla de la pieza tocada, pieza movida especifica que, si un jugador toca deliberadamente una pieza en el tablero cuando es su turno para mover, entonces el jugador debe mover o capturar dicha pieza si se está permitido.
En caso de que una pieza no este bien centrada en un escaque, el jugador que toca la pieza debe decir previamente "Acomodo" o "Compongo", de no hacerlo el otro jugador puede reclamar la regla de la pieza tocada, pieza movida. Aclarar que se acomoda una pieza cuando esta no se puede mover no es necesario y solo es visto como un gesto respetuoso (Por ejemplo, acomodar un peón que este enfrentado con otra pieza y no pueda capturar ninguna enemiga).[cita requerida]